# Héctor Acosta (Sänger)

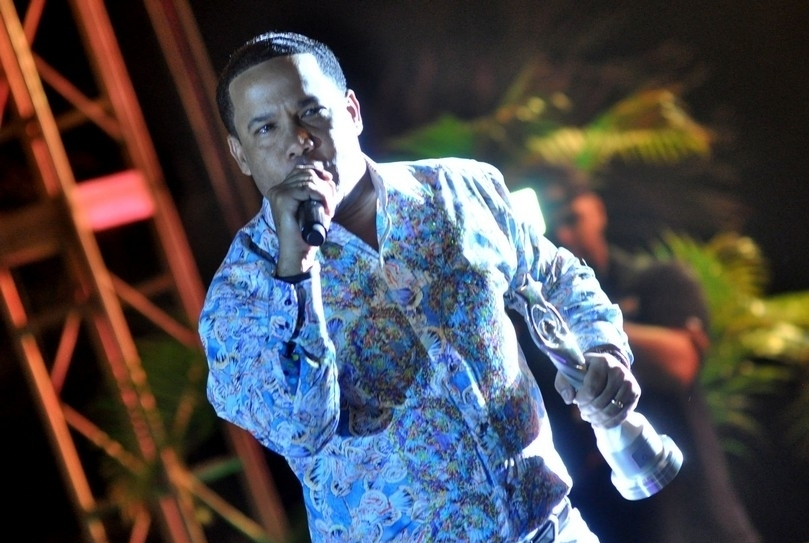
Héctor Acosta, 2013

Héctor Elpidio Acosta Restituyo (El Torito; * 23. Mai 1967 in Bonao) ist ein dominikanischer Sänger und Komponist.

## Leben und Wirken
Acosta begann sie musikalische Laufbahn als Chorsänger in der Kirche San Antonio de Paula seiner Heimatstadt. 1982 nahm er an einem Gesangswettbewerb des lokalen Radiosenders teil, den er gewann. Er trat dann mit verschiedenen lokalen Bands in Clubs und bei Festivals der Region auf. Als Bassist der in Bonao populären Band Los Gentiles wurde er von Gerardo Diaz entdeckt, der Manager der Los Toros war.
Díaz holte ihn als Sänger zu den Los Toros, mit denen er ab 1991 in allen dominikanischen Rundfunksendern zu hören war. Die erfolgreiche Zusammenarbeit, in deren Verlauf Hits wie Se Soltaron und das Album Raices entstanden, dauerte bis 2006. In diesem Jahr gründete er eine eigene Band, mit der er das Album Sigo Siendo Yo (mit Radiohits wie Me Voy und Primavera Azul) produzierte.
Es folgten die Alben Mitad/Mitad (2008), Simplemente... El Torito (2009) und Obligame (2010), die alle Spitzenplätze in den lateinamerikanischen Chartlisten belegten. Mit Mitad y Mitad, Simplemente... El Torito und Obligame wurde Acosta in den USA mit Goldenen Schallplatten ausgezeichnet. Obligame wurde zudem für einen Latin Grammy als Best Tropical Album nominiert. In den folgenden Jahren tourte Acosta durch die USA und Südamerika, daneben produzierte er das Studioalbum Con el Corazón Abierto (2012) und die Kollektion ÄMerengue y Sentmiento (2015). 2015 verlieh ihm Barack Obama im Weißen Haus einen Preis für sein Lebenswerk. Seine Songs wurden u. a. von Romeo Santos, Jorge Calderon und Alejandro Fernández gecovert und Jose Nieves (RKM) und Kenny Vasquez (Ken-Y) sowie Don Omar remixed.